# Izbicko (gmina)
Pour les articles homonymes, voir Izbicko.

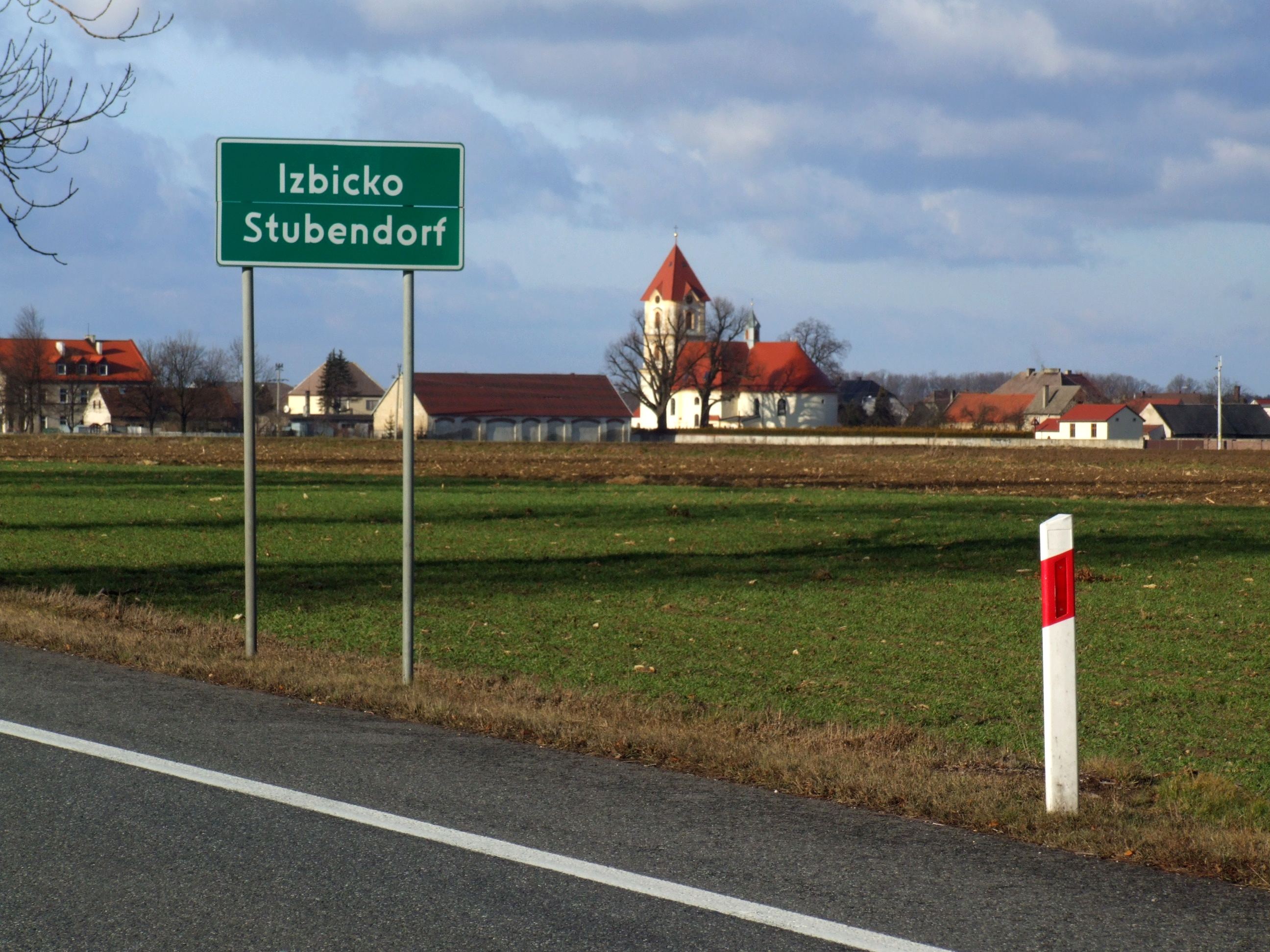
Entrace of Izbicko, 2009

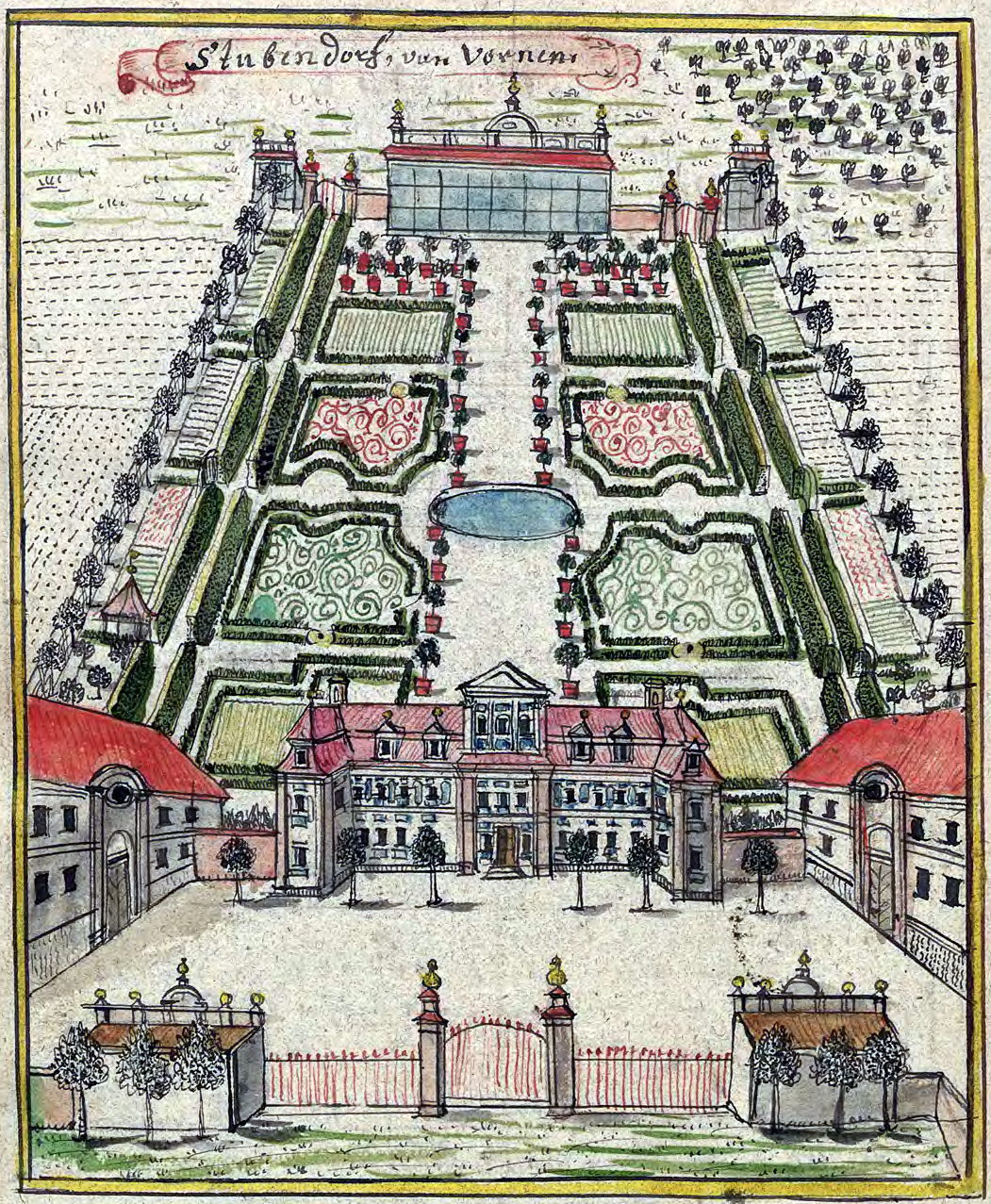
Palace Stubendorf, 18th century

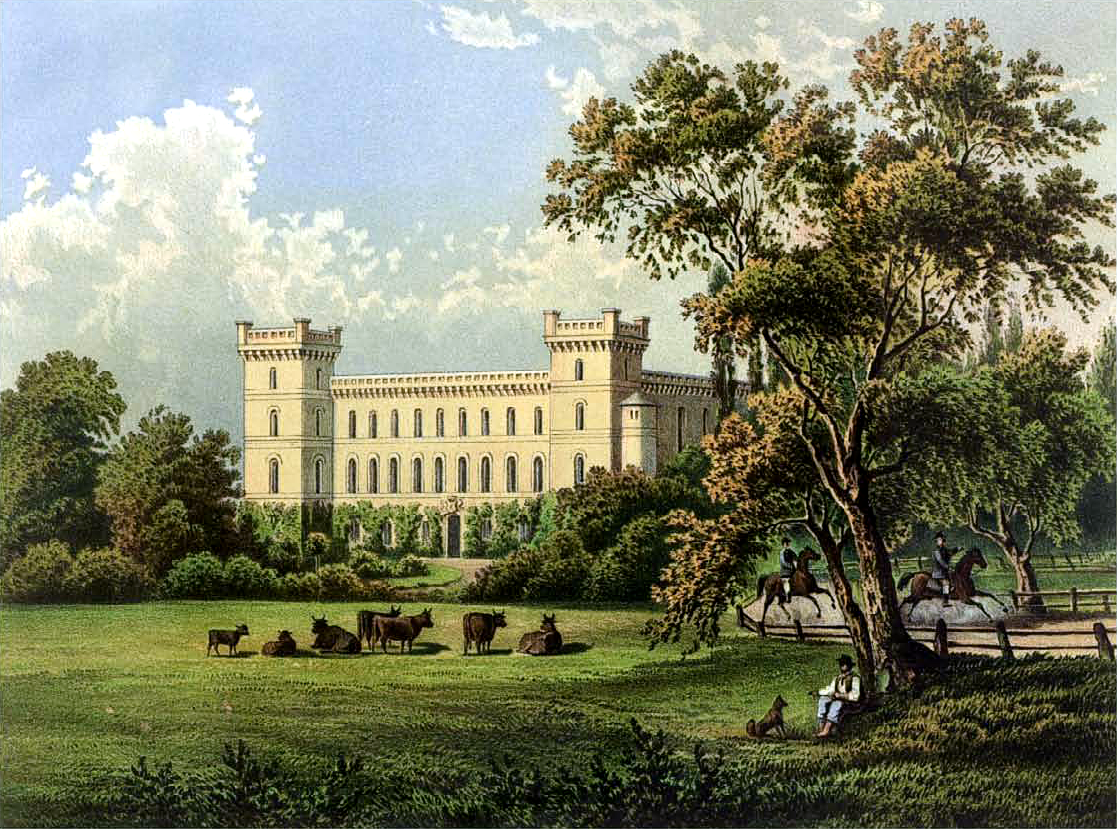
Palace Stubendorf, 19th century

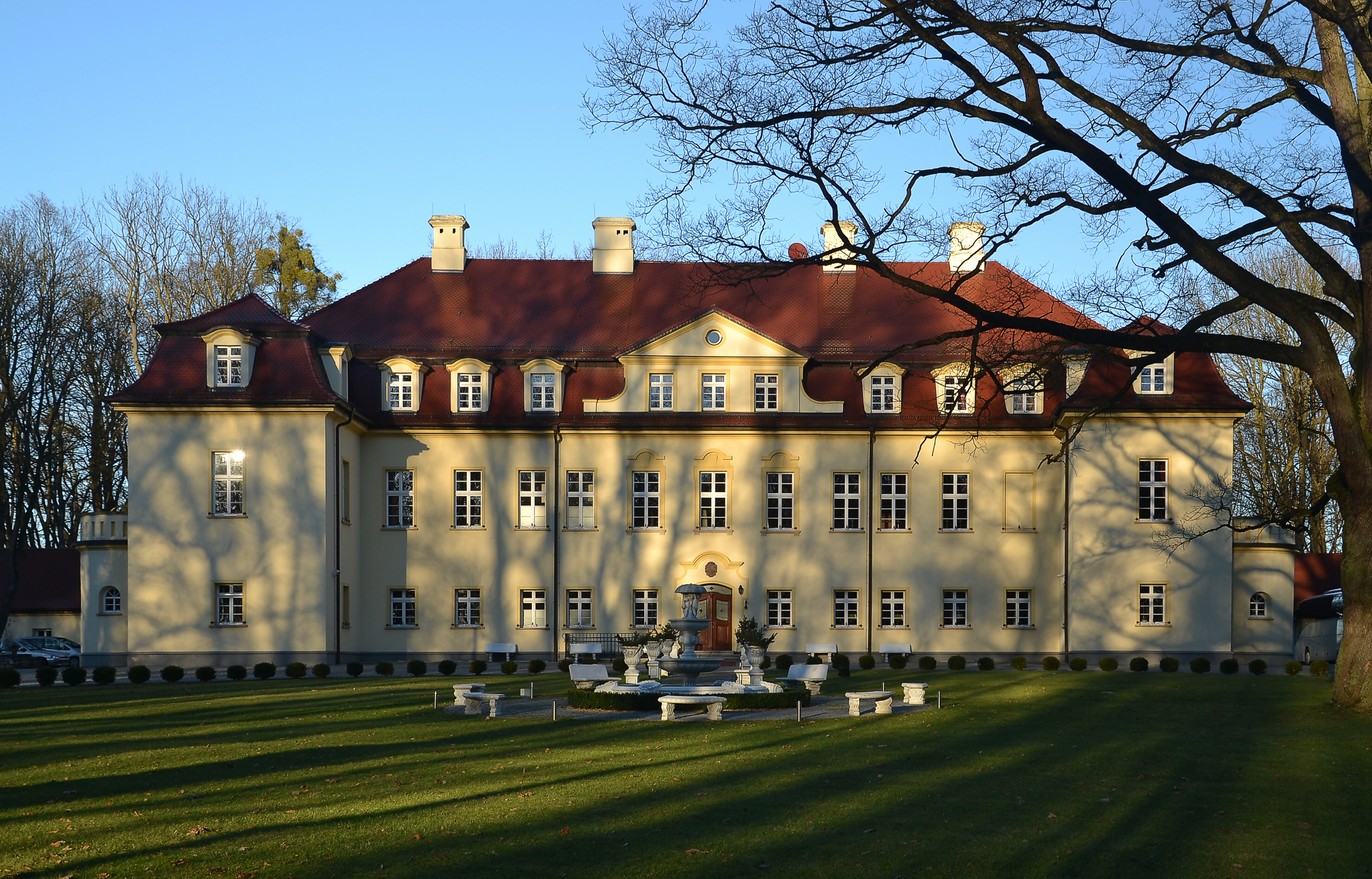
Palace Stubendorf, 2015

Izbicko est une gmina rurale du powiat de Strzelce Opolskie, Opole, dans le sud-ouest de la Pologne. Son siège est le village d'Izbicko, qui se situe environ 14 km au nord-ouest de Strzelce Opolskie et 18 km au sud-est de la capitale régionale Opole.
La gmina couvre une superficie de 84,93 km2 pour une population de 5 608 habitants.

## Géographie
La gmina inclut les villages de Borycz, Grabów, Izbicko, Krośnica, Ligota Czamborowa, Otmice, Poznowice, Siedlec, Sprzęcice, Suchodaniec et Utrata.
La gmina borde les gminy de Chrząstowice, Gogolin, Ozimek, Strzelce Opolskie et Tarnów Opolski.